# Babaxer
Babaxer (Babax) är ett släkte med fåglar i familjen fnittertrastar inom ordningen tättingar. Släktet omfattar här fyra arter som förekommer i Tibet och  Himalaya till sydöstra Kina och västra Myanmar:
- Större babax (B. waddelli)
- Brunbabax (B. koslowi)
- Chinbabax (B. woodi) – behandlas ofta som underart till lanceolatus[2]
- Kinesisk babax (B. lanceolatus)

DNA-studier visar dock att Babax är inbäddat i Garrulax i vidare bemärkelse. Clements et al 2015 har följt resultaten men delar in Garrulax ytterligare. Babaxerna placeras därför i släktet Ianthocincla.